# Vilas do Atlântico
Praia de Vilas do Atlântico.
Vilas do Atlântico é um bairro de Lauro de Freitas, município do estado brasileiro da Bahia situado na Região Metropolitana de Salvador. Tem como limítrofes os bairros de Ipitanga, Pitangueiras e Buraquinho, conforme a Lei Municipal 1 596, de 19 de novembro de 2015, que reconheceu e delimitou os 19 bairros existentes e organizou o endereçamento postal e a base oficial de logradouros do município.
Tem origem no empreendimento imobiliário de luxo da década de 1970 construído pela então Construtora Norberto Odebrecht (atual OEC) e no veraneio de moradores abastados de Salvador. Nessa linha, considerando a divisão do município marcada pela rodovia estadual BA-099 (Estrada do Coco) em duas grandes áreas com distintas características gerais socioeconômicas, Vilas do Atlântico está na porção mais rica, entre o Oceano Atlântico e a rodovia estadual.
Faz parte da zona litorânea do município e nele está situada uma das três praias de Lauro de Freitas, com o mesmo nome do bairro. A praia de Vilas do Atlântico tem o bioma da restinga (predominante em Lauro de Freitas) e diversos coqueiros plantados às suas margens. Além disso, abriga a maior parte da desova das tartarugas no município de Lauro de Freitas e é uma importante área de desova de quatro das cinco espécies que existem no Brasil, todas ameaçadas de extinção. Em sua orla, existem barracas de praia ao estilo "pé na areia"; entretanto, há um crescimento irregular de alguns desses estabelecimentos comerciais, sendo motivo de descaracterização do local.

## História

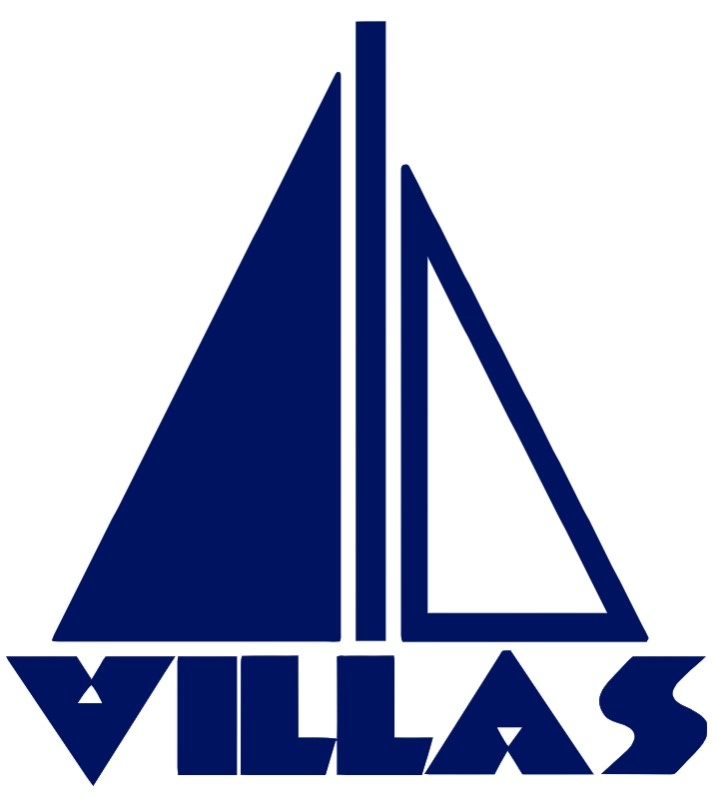
Emblema de Vilas do Atlântico

O bairro surgiu do "Loteamento Vilas do Atlântico" construído na área rural então conhecida como Buraquinho, em Lauro de Freitas. A Construtora Norberto Odebrecht (atual OEC) firmou com a Prefeitura Municipal um termo de acordo e compromisso (TAC) em 6 de março de 1979 para regular a primeira etapa da implantação desse empreendimento imobiliário e do projeto urbanístico associado. A área total do empreendimento compreendeu 2 870 568,82 metros quadrados, resultado da soma de seis fazendas contíguas compradas pela construtora, sendo elas: Fazenda Buraquinho, Fazendo Sucuriu, Fazenda São João, Fazenda Pitangueiras, Fazenda São João de CIma e parte da Fazenda Santo Antônio.
A norte do empreendimento estava a então Estrada Velha Ipitanga-Portão, descrita como via de acesso ao loteamento. No TAC, a descrição dos limites do empreendimento apontam outros loteamentos existentes ou em construção à época (Loteamentos Morada do Sol, Ampliação Praia de Ipitanga, Jardim Concórdia, Miragem, Portão Anexo) — dando indícios da situação sociodemográfica e imobiliária do entorno —, para além do Oceano Atlântico e o Parque Metropolitano de Lauro de Freitas mencionados como limites sul e norte respectivamente.
Em função das configurações urbanas e vias de acesso projetadas ao então loteamento e o crescimento de Lauro de Freitas, instalou-se uma disputa, ao longo da década de 2010, também em âmbitos judiciais, sobre um muro no limite entre os bairros de Vilas do Atlântico e Buraquinho. O Ministério Público do Estado da Bahia (MPBA) recomendou em 2016 a derrubada do muro à Prefeitura com base em denúncia da Associação de Moradores do Loteamento Miragem (AMOM), mas a Sociedade Amigos do Loteamento Vilas do Atlântico (SALVA) propôs ação contra a derrubada, atendida em decisão liminar. Uma vez resolvido judicialmente, em 2020, o muro foi derrubado possibilitando o deslocamento direto entre os bairros pela Rua Praia de Guadalupe (em Vilas) e o Loteamento Miragem (em Buraquinho).